# Placencia de Normandía
 Placencia de Navarra ( ? -después del 14 de abril de 1088 ) fue reina consorte del Reino de Pamplona ( 1067-1076 ) por su matrimonio con Sancho Garcés IV.

## Reseña biográfica
Se desconoce quiénes fueron sus padres. Existen varias teorías por las que se le atribuye un origen aragonés o francés. Sin embargo, parece más probable, por su onomástica y relaciones con la nobleza, que procediera del ámbito riojano o castellano oriental.
Antes de 1067  Sancho Garcés IV de Pamplona se casó con Placencia. Parece probable que el matrimonio engendrara dos hijos nacidos en torno a 1069 y 1071. En estos años la documentación comienza a incluir referencias a la descendencia de los monarcas y a partir de 1071, cuando la descendencia legítima estuvo asegurada, los hijos bastardos de Sancho IV salieron de la corte. No obstante, solo se conservan referencias documentales de uno de los dos hijos legítimos de Sancho IV y Placencia:  
- García de Navarra: tras el regicidio pasó a formar parte del entorno cortesano de Alfonso VI de Castilla. Ocupó puestos de cierta relevancia en Toledo tras su conquista. Sin embargo, entre 1089 y 1095 vuelve a estar presente en el entorno riojano en varias donaciones realizadas a los monasterios de San Millán de la Cogolla y Nuestra Señora de Valvanera y a la villa de Logroño.

Después del asesinato de Sancho IV, Placencia fue apartada de la corte. La última noticia que tenemos sobre ella data de abril de 1088, cuando aparece como confirmante de una donación al cenobio de San Millán de la Cogolla, al que tantos bienes había dado durante su reinado.